# Wilmer Herrison
Wilmer Herrison (* 29. September 1978 in Maracaibo) ist ein venezolanischer Künstler und Maler. Er lebt und arbeitet in Paris und ist ein Vertreter der kinetischen Kunst und Optical Art. Zu den Hauptthema seiner Kunst gehört die Geschichte der indianischen und europäischen Kulturen.

## Leben
In seiner Kindheit war er tief von den Farben seiner Geburtsstadt und der üppigen Natur durchdrungen. Die Widerspiegelungen seiner Gemälde erinnern an den Maracaibo-See. In der Stadt Maracaibo entwickelte er den Weg seiner Berufung als Maler.
Im Alter von 23 Jahren entschied er sich, an der École du Louvre zu studieren. Dort untersuchte er die Maltechnik der alten Fresken und der primitiven Malerei. Er interessierte sich auch für die Malerei des Barocks, den Impressionismus und das zeitgenössische Kulturschaffen.
Er fand im Jahr 2010 eine erste Anerkennung in seinem Heimatland. Im gleichen Jahr stellte er im Museum von Barquisimeto und im Museum für moderne Kunst Juan Astorga Anta von Mérida aus.
Während seiner Ausstellung Serenissima in Venedig traf er den italienischen Designer Piero Massaro, der, basierend auf seinen Gemälden, eine Brillenmodeserie startete, die als Collezione WH vermarktet wurde. Eine weitere Brillenmodeserie, Fusioni ottiche, wurde im Jahr 2011 veröffentlicht.
Im Jahr 2011 stellte er seine optischen Fusionen im Museum MACZUL von Maracaibo, im Museum von Barquisimeto, in Venedig und in einer Pariser Galerie aus.

## Technik
Seine Technik stützt sich auf den Strich und die Farbe, mit denen er optische Illusionen schafft, die sich gemäß der Distanz weiterentwickelt. Diese Technik beruht auf der Gegenüberstellung unvermischter Farben auf die Leinwand und die optische Illusion zum Erzeugen einer Tiefenwirkung.
Eine neue Bewegung umfassten die im Jahr 2011 ausgestellten Gemälde mit dem Namen Fusion optique („optische Fusionen“). Diese Bilder stehen in der Tradition der venezolanischen Malerei des zwanzigsten Jahrhunderts.

## Publikationen
- Catalogo WH Serenissima (englisch und italienisch). Vogliadarte, Biblos Editor, Venecia 2010. Digitalisat